# Pisjtsjevik Moskou
Pisjtsjevik Moskou (Russisch: Пищевик Москва) was een Sovjet voetbalclub uit de hoofdstad Moskou. 

## Geschiedenis
De club werd opgericht in 1938 en mocht dat jaar meteen starten in de uitgebreide Groep A, de hoogste klasse. De club werd 23ste en degradeerde meteen. Het volgende seizoen eindigden ze vierde in de tweede klasse. In 1940 eindigden ze in de lagere middenmoot. 
In 1946 was de tweede klasse in twee groepen verdeeld en werd de club met vier punten voorsprong op Torpedo Gorki groepswinnaar. Ze speelden de finale om de titel tegen VVS Moskou, maar verloren en liepen zo de promotie mis. In 1947 eindigden ze twaalfde en na dit seizoen werden ze ontbonden. 